# Puchar Iberyjski w piłce siatkowej mężczyzn (2023)
Puchar Iberyjski w piłce siatkowej mężczyzn 2023 – pierwsza edycja turnieju o Puchar Iberyjski w piłce siatkowej zorganizowana przez Królewski Hiszpański Związek Piłki Siatkowej (Real Federación Española de Voleibol, RFEVB), rozegrana w dniach 23-24 września 2023 roku.
W rozgrywkach uczestniczyły cztery kluby: CV Guaguas Las Palmas i Grupo Herce Soria z Hiszpanii oraz SL Benfica i Sporting CP z Portugalii. Turniej składał się z półfinałów, meczu o 3. miejsce i finału. Półfinały odbyły się w Polideportivo El Batán, natomiast mecz o 3. miejsce i finał w Centro Insular de Deportes w Las Palmas.
W pierwszym półfinale SL Benfica pokonała w trzech setach Grupo Herce Soria, w drugim półfinale natomiast CV Guaguas Las Palmas zwyciężył w pięciu setach ze Sportingiem.
Puchar Iberyjski zdobył CV Guaguas Las Palmas, który w finale pokonał Benficę. Trzecie miejsce zajął Sporting. Najlepszym zawodnikiem turnieju wybrany został Argentyńczyk Maximiliano Cavanna.

## Drużyny uczestniczące
W Pucharze Iberyjskim 2023 miały uczestniczyć po dwa najlepsze kluby z Hiszpanii i Portugalii w sezonie 2022/2023, tj. mistrz Hiszpanii – CV Guaguas Las Palmas, wicemistrz i zdobywca Pucharu Króla Hiszpanii – Grupo Herce Soria, mistrz i zdobywca Pucharu Portugalii – SL Benfica oraz wicemistrz i finalista Pucharu Portugalii – AJ Fonte Bastardo. AJ Fonte Bastardo zrezygnował z udziału w turnieju, a jego miejsce zajął Sporting CP, który zakończył mistrzostwa Portugalii na 3. miejscu i zdobył Puchar Federacji.
| Drużyna               | Osiągnięcia w sezonie 2022/2023                                    |
| --------------------- | ------------------------------------------------------------------ |
| CV Guaguas Las Palmas | mistrzostwo Hiszpanii                                              |
| Grupo Herce Soria     | wicemistrzostwo Hiszpanii i zdobycie Pucharu Króla Hiszpanii       |
| SL Benfica            | mistrzostwo Portugalii i zdobycie Pucharu Portugalii               |
| Sporting CP           | 3. miejsce w mistrzostwach Portugalii i zdobycie Pucharu Federacji |
| Źródło:               |                                                                    |

## Drabinka
|  | Półfinały  | Półfinały             | Półfinały |  |  | Finał             | Finał                 | Finał             |
|  |            |                       |           |  |  |                   |                       |                   |
|  | Portugalia | SL Benfica            | 3         |  |  |                   |                       |                   |
|  | Hiszpania  | Grupo Herce Soria     | 0         |  |  |                   |                       |                   |
|  |            |                       |           |  |  | Portugalia        | SL Benfica            | 1                 |
|  |            |                       |           |  |  | Hiszpania         | CV Guaguas Las Palmas | 3                 |
|  | Hiszpania  | CV Guaguas Las Palmas | 3         |  |  |                   |                       |                   |
|  | Portugalia | Sporting CP           | 2         |  |  | Mecz o 3. miejsce | Mecz o 3. miejsce     | Mecz o 3. miejsce |
|  |            |                       |           |  |  |                   |                       |                   |
|  |            |                       |           |  |  | Hiszpania         | Grupo Herce Soria     | 2                 |
|  |            |                       |           |  |  | Portugalia        | Sporting CP           | 3                 |

## Rozgrywki

### Półfinały
| 23.09.2023 16:00 (UTC+1) | SL Benfica | 3:0 (25:18, 25:21, 27:25) raport / raport 2 | Grupo Herce Soria | Polideportivo El Batán, Las Palmas Widzów: 50 Sędziowie: Mariola Rodríguez i Alexis Fuentes |

| 23.09.2023 18:30 (UTC+1) | CV Guaguas Las Palmas | 3:2 (23:25, 25:16, 25:22, 23:25, 15:13) raport / raport 2 | Sporting CP | Polideportivo El Batán, Las Palmas Widzów: 200 Sędziowie: Ricardo Ferreira i Juan Antonio Erce |

### Mecz o 3. miejsce
| 24.09.2023 16:00 (UTC+1) | Grupo Herce Soria | 2:3 (26:24, 20:25, 23:25, 25:22, 13:15) raport / raport 2 | Sporting CP | Centro Insular de Deportes, Las Palmas Widzów: 250 Sędziowie: Alexis Fuentes i Mariola Rodríguez |

### Finał
| 24.09.2023 18:30 (UTC+1) | SL Benfica | 1:3 (23:25, 22:25, 25:19, 18:25) raport / raport 2 | CV Guaguas Las Palmas | Centro Insular de Deportes, Las Palmas Widzów: 400 Sędziowie: Juan Antonio Erce i Ricardo Ferreira |